# Deutsch-jamaikanische Beziehungen
Auf diplomatischer Ebene bestehen die deutsch-jamaikanischen Beziehungen seit der Unabhängigkeit Jamaikas im Jahr 1962. Sie werden vom Auswärtigen Amt als „freundlich und problemfrei, wenn auch nicht besonders intensiv“ beschrieben.
Deutschland unterhält eine Botschaft in Kingston, Jamaika betreibt eine Botschaft in Berlin. Zudem existieren Honorarkonsulate von Jamaika in Dallgow-Döberitz (für Brandenburg, Sachsen, Sachsen-Anhalt und Thüringen), in Hamburg (für Hamburg, Bremen, Mecklenburg-Vorpommern, Niedersachsen und Schleswig-Holstein) und von 1976 bis 2006, sowie erneut ab 2010 in München (für Bayern und Baden-Württemberg).

## Geschichte und Politik

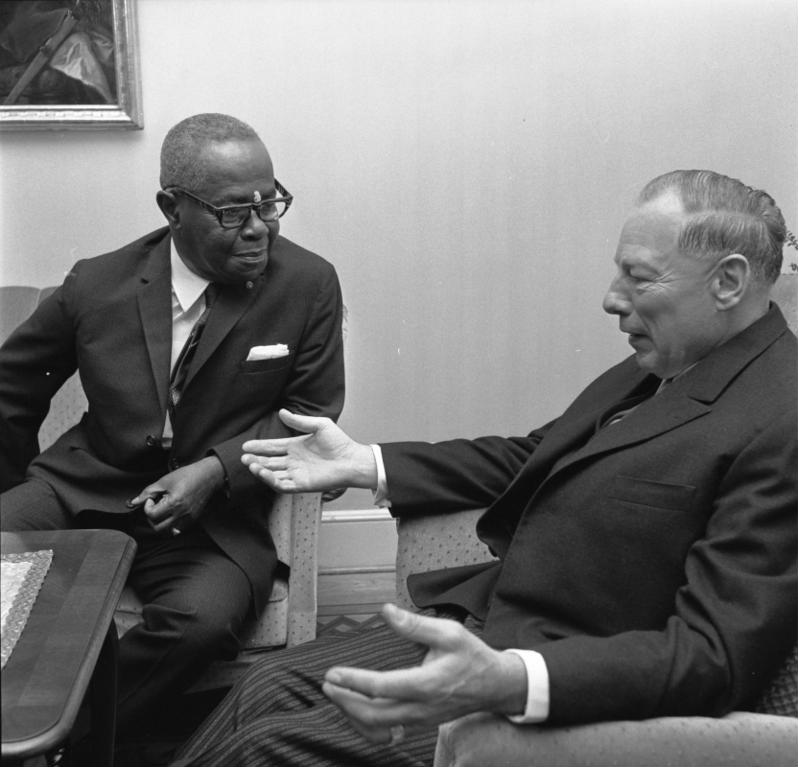
1967 empfing Bundesratspräsident Lemke (f. Bundespräsident Lübke) Dir Clifford Campbell, Generalgouverneur von Jamaika.

Nach der von der Kolonialmacht Großbritannien angeordneten Abschaffung der Sklaverei, entstand in Jamaika ein Mangel an Arbeitskräften, weswegen deutsche Arbeiter angeworben wurden. Über tausend Einwanderer migrierten daraufhin aus Deutschland nach Jamaika und lebten in der 1835 gegründeten deutsche Siedlung in Seaford Town im Saint James Parish.
14. Februar 1986 wurde in Kingston das Abkommen zwischen der Regierung der Bundesrepublik Deutschland und der Regierung von Jamaika über Finanzielle Zusammenarbeit abgeschlossen (BGBl. II S. 621). Nachdem sich die Einkommensverhältnisse in Jamaika verbessert hatten, wurde die entwicklungspolitische Zusammenarbeit, die bis dahin insgesamt 255 Millionen Euro umfasste, im Jahr 2003 beendet. Im Rahmen von EU-Zuschüssen, leistet Deutschland allerdings weiterhin mit einem Anteil von etwa 20 Prozent, die höchsten Beiträge unter den Mitgliedsstaaten der Europäischen Union.
Zur Förderung eines gesellschaftlichen Bewusstseins für Menschenrecht in Jamaika, schlossen die Bundesrepublik Deutschland, vertreten durch den damaligen deutschen Botschafter Josef Beck, mit der jamaikanischen Menschenrechtsorganisation Jamaicans for Justice, vertreten durch deren Vorsitzende Susan Goffe und Direktorin Carolyn Gomes, am 12. April 2012 einen Zuwendungsvertrag für das Projekt „Human Rights Awareness Marketing and Promotionals Campaign“, an dem sich Deutschland mit einem Zuschuss von 62.000 Dollar beteiligte.

## Bildung und Kulturaustausch
1966 wurde die Jamaican German Society mit Sitz in Kingston gegründet. Die Organisation erhält Fördermittel vom Auswärtigen Amt und arbeitet im Kulturbereich mit der deutschen Botschaft zusammen. Sie bietet außerdem Deutschkurse an, deren Abschlüsse vom Goethe-Institut anerkannt werden.
Seit 1976 existiert die gemeinnützige Deutsch-Jamaikanische Gesellschaft, mit dem Ziel die Beziehungen zwischen der Bundesrepublik Deutschland und Jamaika zu vertiefen. Des Weiteren existiert das Jamaican German Cultural Center in Montego Bay.
Die im Jahr 2009 von der Bundeszentrale für politische Bildung und dem Goethe-Institut initiierte Wanderausstellung „Deutschland für Anfänger“, war vom 14. bis 23. September 2011 in der University of the West Indies in Kingston zu sehen.

## Reggae in Deutschland
Deutsche Musiker wie Seeed, Gentleman, Patrice, Peter Fox, Jan Delay, Ayọ, Nosliw und Dr. Ring-Ding sind in Deutschland erfolgreich mit der aus Jamaika stammenden und in der dortigen Kultur verwurzelten Reggae-Musik und verwandten Spielarten. Das erste deutsche Reaggae-Festival Summerjam, fand erstmals 1986 in Köln statt.
Einige Jamaikanische Musiker wie Sizzla, Elephant Man, Shabba Ranks, Vybz Kartel, Bounty Killer und Capleton, verursachten in Deutschland wiederholt Kontroversen wegen homophober Äußerungen und Battyman-Tunes.

## Wirtschaft
Am 29. Mai 1996 trat der deutsch-jamaikanische Investitionsschutz- und Förderungsvertrag in Kraft. Deutschland importierte im Jahr 2013 Waren und Dienstleistungen im Wert von 76,307 Millionen Euro aus Jamaika. Darunter befanden sich insbesondere Tonerde und Bauxit. Die Importe von Jamaika aus Deutschland beliefen sich im gleichen Jahr auf etwa 33,3 Millionen Euro und beinhalteten vor allem Fahrzeuge, Arzneimittel und Maschinen.
Deutsche Touristen stellen einen beständigen Wirtschaftsfaktor in Jamaika dar. Gemessen am Gesamtanteil der Touristen in Jamaika, befand sich Deutschland als Herkunftsland im Jahr 2014 mit 21.346 Besuchern wiederholt auf Platz 4. Höhere Investitionen in Jamaika tätigt die spanische Hotelkette RIU Hotels & Resorts mit deutscher Beteiligung.

## Bekannte Deutsch-Jamaikaner
- Dustin Brown, Tennisspieler
- Daniel Gordon, Fußballspieler
- Peter-Paul Zahl, Schriftsteller